# Akaflieg Karlsruhe
L’Akademische Fliegergruppe an der Universität Karlsruhe e.V. (Akaflieg Karlsruhe en abrégé), ou Groupe Aéronautique des étudiants de l'Université de Karlsruhe, fut créé en 1955. Outre des planeurs expérimentaux dont on trouvera le détail ci-dessous, l’Akaflieg Karlsruhe a réalisé des appareils de bord (AK-3, AK-4, AK-6), des études théoriques (AK-7) et des treuils de lancement de planeurs (AFK-1, 2 et 3). 

## Historique

### Akaflieg de 1928 à 1933
Pendant le semestre d'hiver 1927/28 l'assistant Karl Töpfer a lancé la fondation d'un groupe de vélivoles. Il fut assistant auprès de l’université de Karlsruhe, auprès d'un professeur chargé de la technique d'aviation. En 1928 „Akademische Fliegergruppe Karlsruhe 1928“ fut inscrit au registre des associations. Ils ont repris le planeur „Brigant“, du regroupement de vol à voile de Karlsruhe, qui avait été supprimé. Jusqu'à 1933 trois planeurs ont été construits : „Zögling“, „Hol’s der Teufel“ et „Karlsruhe“. Le 13 mai 1933 l'Akaflieg Karlsruhe a été dissoute. Toute la flotte a été rendue au "Deutschen Luftsport-Verband"/ la fédération d'aviation légère allemande.

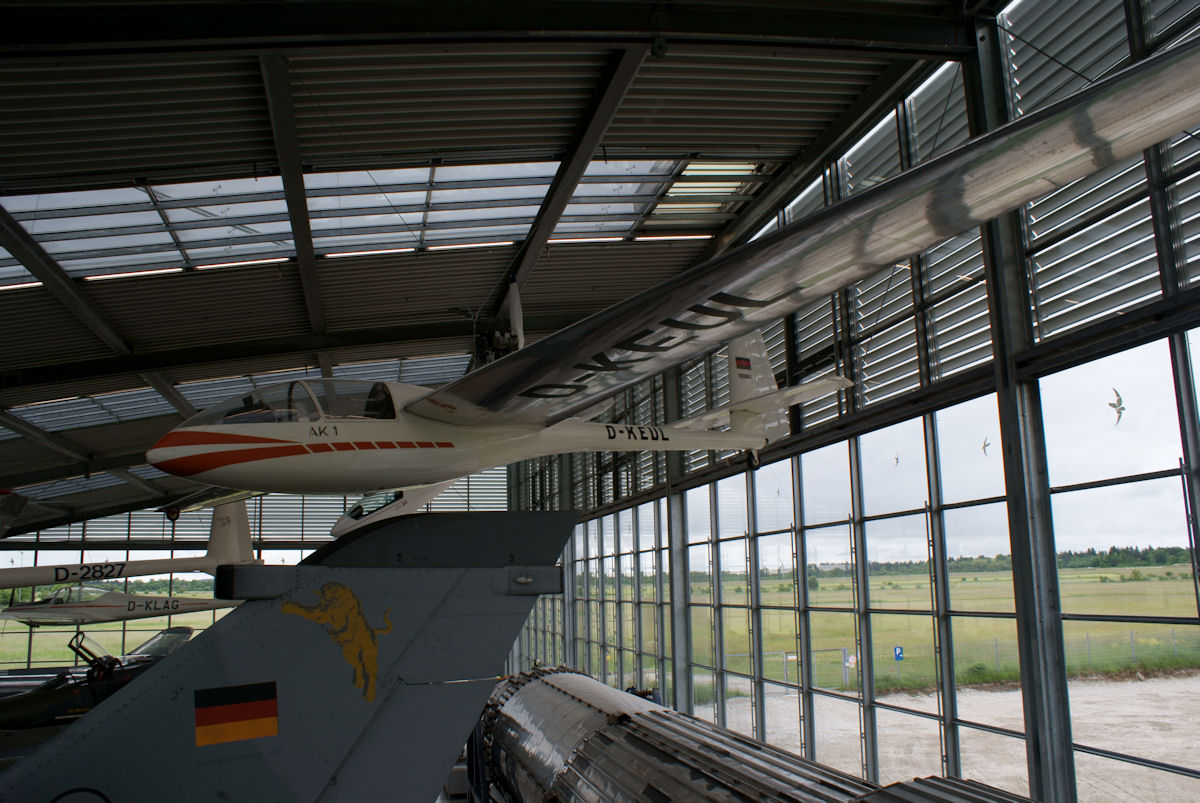
AK-1 dans le Deutsches Museum

### Relancement 1951
Après l'ouverture du ciel allemand par les Alliés aux activités de vol en planeur, l'association du vol à voile académique de Karlsruhe (Akademische Fliegergruppe Karlsruhe) a été fondé le 22 mai 1951. 78 membres étaient inscrits à la fondation. Grâce aux nombreuses contributions, la flotte a été rapidement élargie. En 1954 un Kranich III, biplace de performance fut acheté et baptisé sous le nom de „Walter“. En 1955 un planeur du type Doppelraab V6, nommé „Studiosus“ et un avion Bücker 181 nommé "Bestmann" s'ajoutèrent. En propre construction un L-Spatz 55 était le dernier planeur de série. Dans les années 1960 l'association d'étudiant commença le projet AK-1. Le 9 janvier 1971 à 12:31 le premier planeur de conception propre à Karlsruhe fut envoyé en l'air par ses propres moyens. Les performances de ce premier prototype de l'Akaflieg Karlsruhe après la guerre étaient satisfaisantes.

### Des années 1970 aux années 1980
Le 27 octobre 1973 l'assemblée générale a pris la décision pour lancer l'AK-2. On concevait un planeur de performances en construction synthétique, la fibre de verre étant devenue le  produit de préférence. Ce projet ne fut jamais achevé. En même temps, le traitement des données de vol par ordinateur sous le nom de AK-3. Un variomètre électrique et un indicateur de vitesse idéale furent même construits en petite série. Finalement, sous le nom de AK-3R, on a intégré un ordinateur de vol qui visualisait l'approche finale. Sous l’appellation AK-4, et en coopération avec l'université de Karlsruhe on a intégré la recherche météorologie et climatique dans le vol à voile. Les enregistreurs furent construits et installés sur des avions moteurs.

## Les projets d'aéronefs

### Akaflieg Karlsruhe AK-1Mischl
Ambitieux projet pour l'époque (1955) de moto-planeur de construction mixte, métal et résine, fut un des premiers appareils de ce genre à recevoir un moteur (Hirth F10A de 28 ch) escamotable en vol dans la partie supérieure arrière du fuselage. Le premier vol eut lieu le 9 janvier 1971.

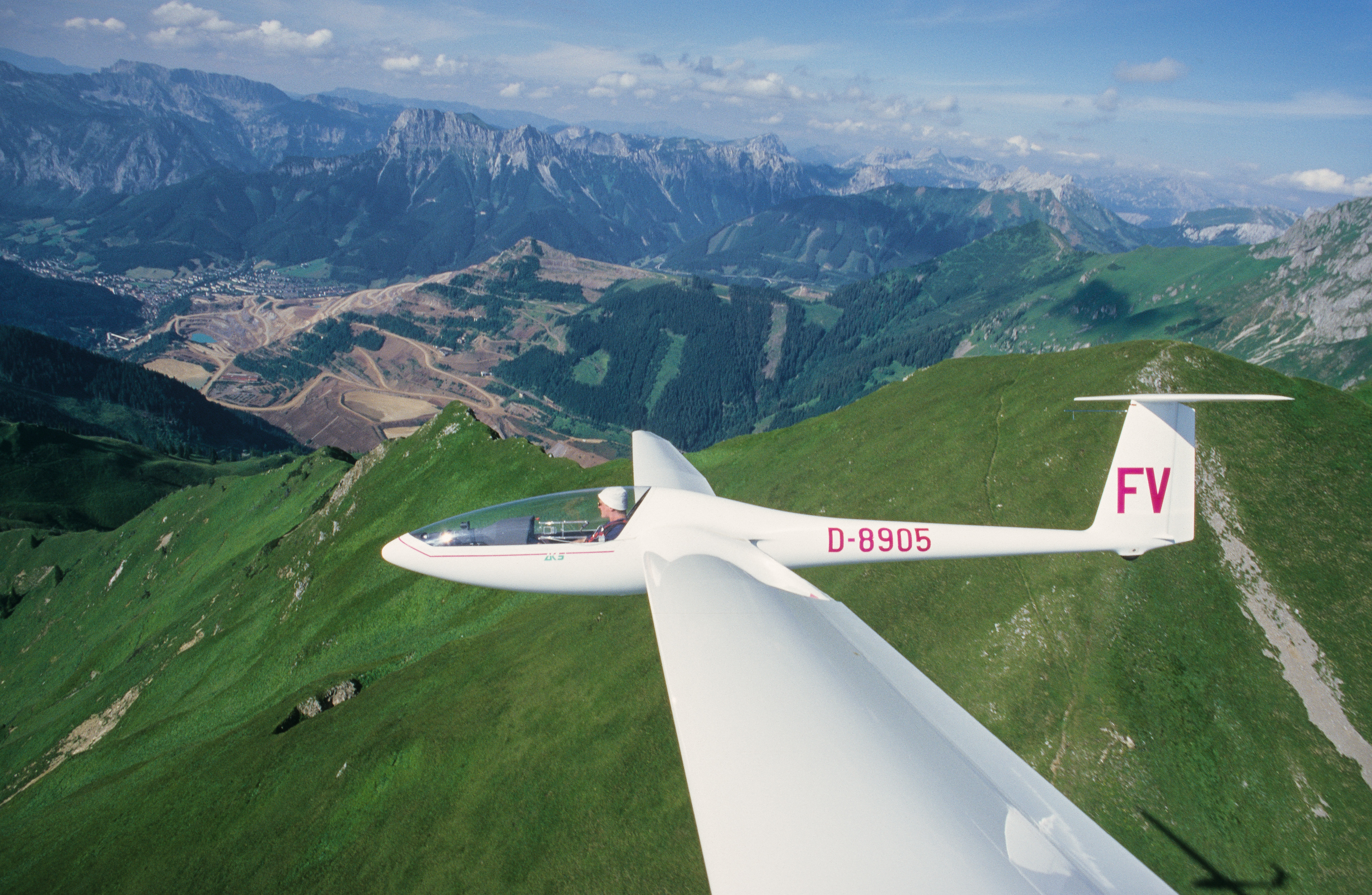
AK-5 en vol dans les alpes

### Akaflieg Karlsruhe AK-5Ardea
Planeur monoplace de classe standard construit en résine. Monoplan à aile médiane utilisant le fuselage arrière d’un Galsflügel 604. Il a pris l’air le 1er juin 1990 et reçu depuis de courts winglets pour améliorer les qualités de vol.

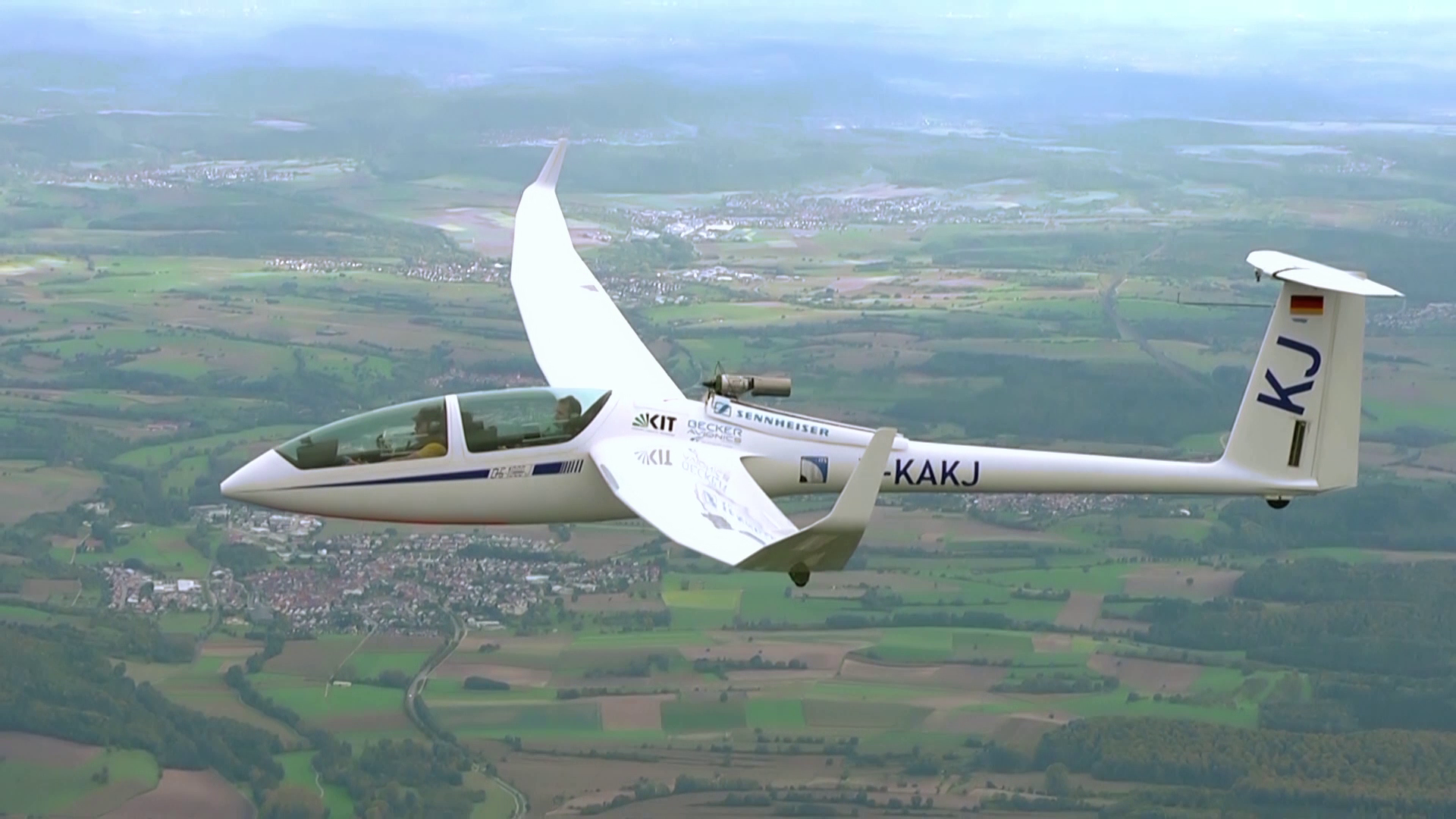
DG1000J en vol

### Akaflieg Karlsruhe AK-5bOtto K.K.
Évolution du précédent, fuselage avant, atterrisseur et winglets modifiées. Premier vol le 22 mai 1996.

### Akaflieg Karlsruhe AK-8
Planeur monoplace de classe standard. Monoplan à aile médiane de dont le bord d’attaque affecte une forme elliptique caractéristique, les plans extérieurs étant affectés d’un dièdre plus important que le plan central et coiffés par des winglets. Le fuselage est un fuselage de Glaser-Dirks DG-600M modifié, avec empennage en T. Ce prototype a volé le 17 août 2003 mais est retourné en atelier en 2005 pour modification. 

### Akaflieg Karlsruhe AK-9
Planeur biplace du type DG-1000 (planeur biplace) motorisé par l'Akaflieg avec une turbine de 400N du producteur hollandais Draline.

### Akaflieg Karlsruhe AK-X
Projet de planeur monoplace en aile volante. Le modèle 1:2 est en essais pendulaire en 2015. La construction de l'AK-X s'appuie sur la construction des frères Horten du SB-13 de l'Akaflieg Braunschweig, et compte améliorer la maniabilité.